# Sora (Boyacá)
Veredas 
- Caitoque 
- Casablanca 
- Pita y Chone
- Chuscal
- Quebrahonda 
- Chicacaneca 
Sora es un municipio colombiano, ubicado en la provincia del Centro, del Departamento de Boyacá. El territorio del municipio se halla sobre el altiplano cundiboyacence y dista 19 km de Tunja, la capital del departamento.

## Historia

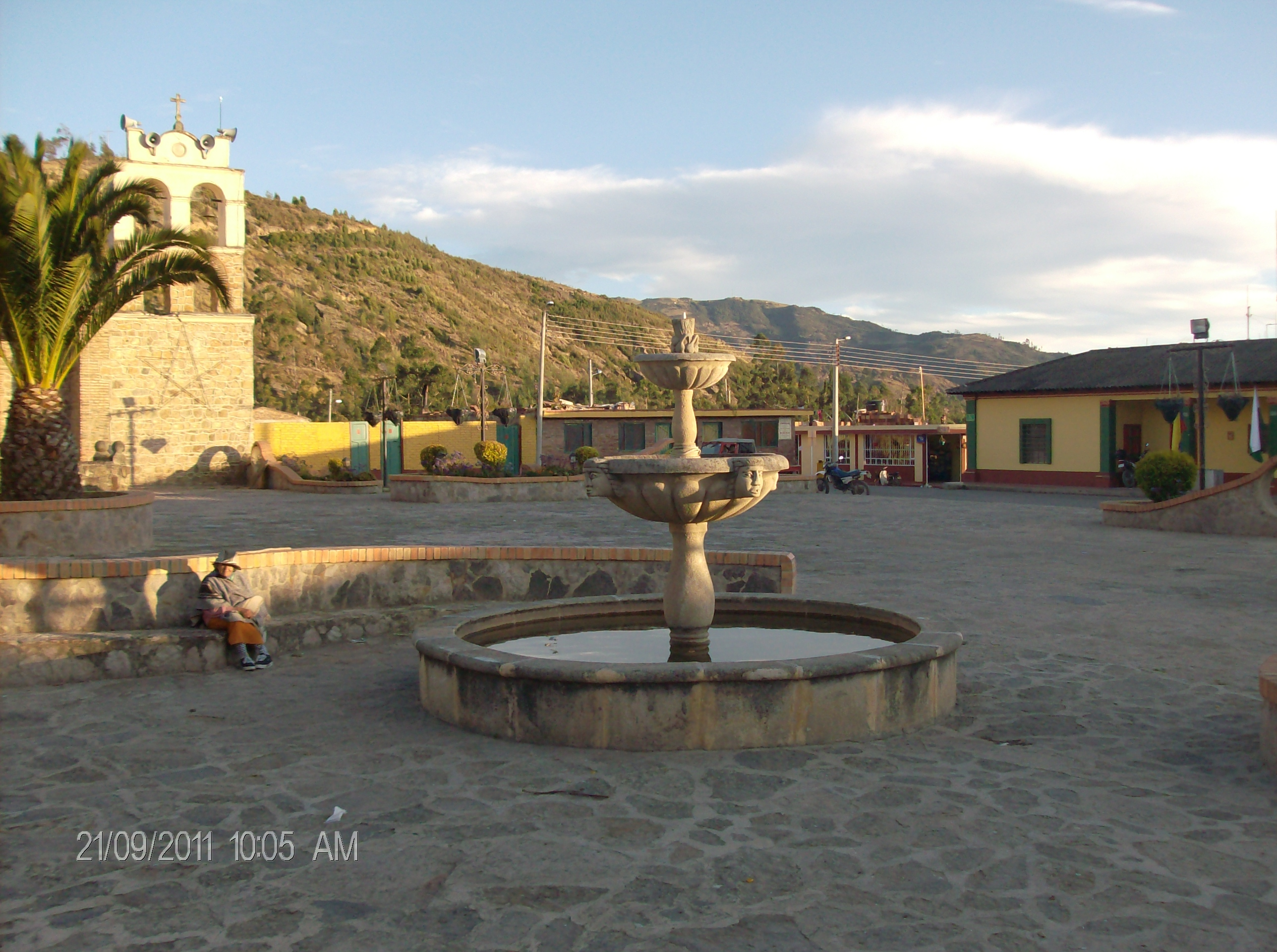
Fuente de la plaza fundacional de Sora.

El poblado fue fundado el 12 de agosto de 1556 por Fray Tomás Grijalba Castellanos, quien fue nombrado como el primer cura doctrinero. Hacia el año 1599, y dada la dificultad y poco éxito que había tenido el proceso de evangelización, la Real Audiencia determinó enviar a Luis Henríquez a la provincia de Tunja para que realizara las respectivas visitas a los municipios y determinar cuáles se debían agregar a fin de juntar en cada nuevo pueblo el número mínimo para la fundación del mismo y la posterior construcción del templo doctrinero; es así como en 1599 Henríquez determinó agregar los pueblos de Capitanejo, Capazaine y Furanquira al de Sora, quedando este con un total de 320 nativos útiles, hecho que llevó a la construcción del templo doctrinero.
Por orden del corregidor de Justicia Mayor de Tunja José María Campuzano en 1777, fue elevado a categoría de municipio, nombrándose como alcalde pedáneo para Sora, Cucaita y Samacá a Juan Mariano de Rojas. Por decreto 2453 de 20 de agosto de 1954 el municipio de Sora fue declarado corregimiento y anexado a Tunja; a partir del 1 de enero de 1955 comenzó a funcionar. En 1976 un grupo de líderes de corregimientos anexados a Tunja integrados por 10 personas, representando a Sora, Alfredo Sierra y Rubén Prieto, se organizaron y le dieron facultades a un abogado, quien demandó el decreto por el cual se había degradado a corregimiento, siendo municipios anteriormente Sora, Chíquiza, Oicatá, Motavita, Soracá y Cucaita. La corte declaró inexequible dicho decreto ley, envolviéndoles el rango de municipios. A partir del año en que el municipio retomó su categoría, mediante Ley 141, el primer alcalde municipal nombrado por la gobernación fue Isaías Lagos.

## Símbolos

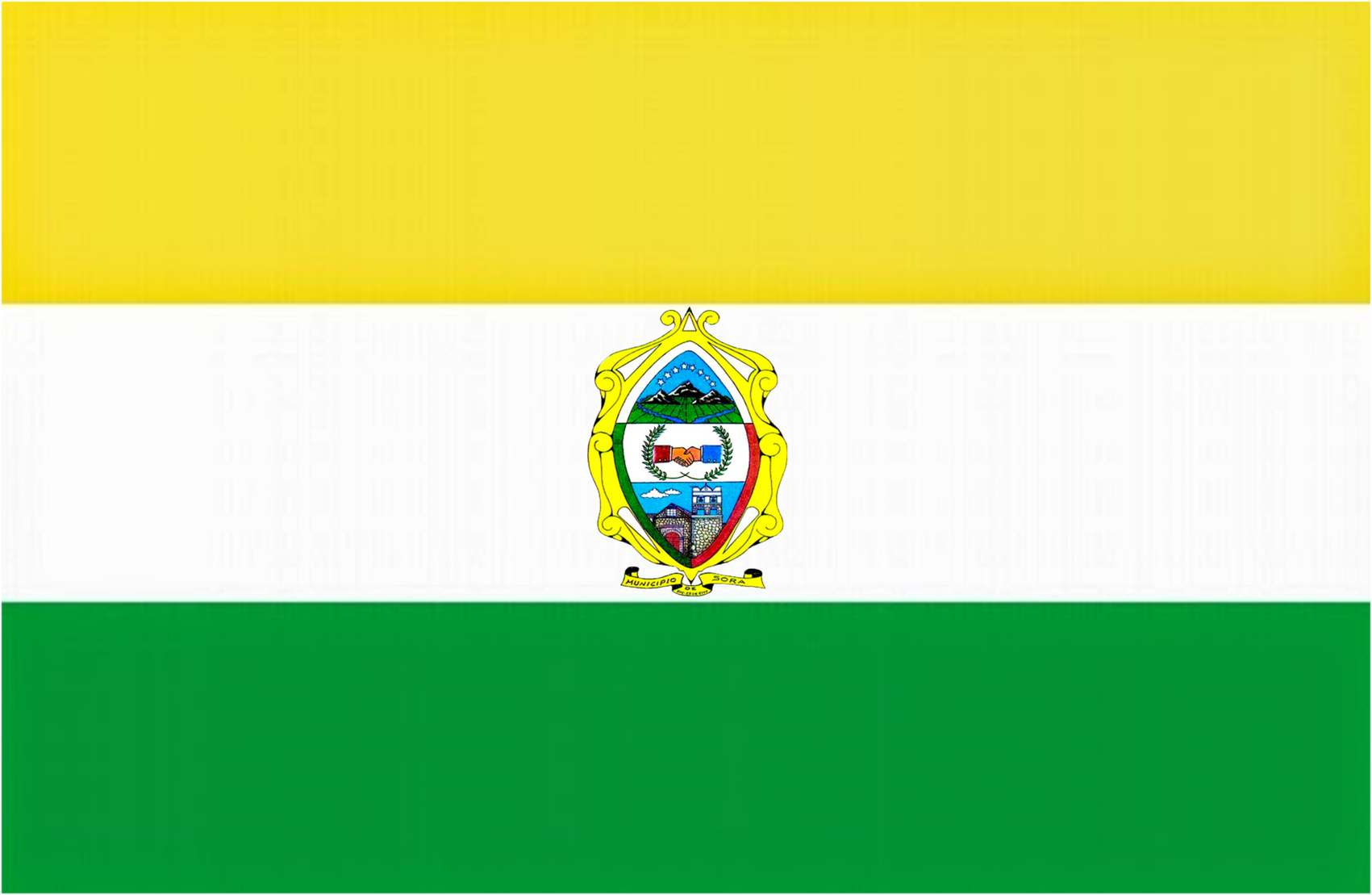
Bandera de Sora.

Escudo de Sora.

### Bandera
La bandera municipal está compuesta por tres franjas horizontales isométricas inscritas dentro de un rectángulo. Los colores de dichas franjas son distintos y tienen un significado simbólico:
- La primera franja, de color amarillo, simboliza la riqueza que posee el territorio de Sora, no solo en cuanto al sector económico se refiere, sino también al potencial de sus pobladores.
- La segunda franja, de color blanco, representa la paz, la armonía y la tranquilidad del territorio.
- La tercera franja, de color verde, demuestra la esperanza de progreso y de un futuro promisorio.

### Escudo
Alegoría del municipio que personifica sus perspectivas ecológicas, sociales y culturales.

### Himno
El Himno de Sora fue compuesto por Alex Giovanni Cetina Muñoz.

## Política
En 2019 se destacó al estar entre los 10 municipios con menor abstencionismo electoral, quedando en el quinto lugar para la elección de alcalde y gobernador departamental con una participación del 90,32% y 90,39% de los potenciales sufragantes en los comicios respectivamente, en el cuarto lugar para la elección de concejales municipales al participar el 89,72% del padrón electoral y en el octavo lugar para la elección de diputados departamentales al participar el 89,68% del censo.

### Alcaldes

#### Alcaldes nombrados por la gobernación
- Isaías Lagos (1976-1977)
- Rosendo Forero (1977-1979)
- Rosaura Marín (1979-1980)
- Martín Ortiz (1980-1981)
- Feliz Bernal (1981)
- Luis A. García (1981-1982)
- Milton Hernando (1982)
- Guillermo A. Vacca (1982)
- José R. Rodríguez (1982-1983)
- Genoveva de Ojeda (1983)
- Guillermo A. Vacca (1983-1984)
- Marco Antonio Riaño (1984)
- Ramón Galán (1984-1986)
- Gonzalo Neira (1986-1988)
- Ángel I. Largo (1988)
- Germán Zamudio (1988-1992)
- Oswaldo Herrera (1992-1993)

#### Alcaldes elegidos por voto popular
- Glauco Isaías Luis Huertas (1991-1992)
- Elmer Luis Pineda (1993-1995)
- Rafael Raba (1995-1998)
- Jaime Acosta (1998-2001)
- Efrén Forero (2001-2004)
- Eladio Echeverría (2004-2008)
- José Pineda (2008-2012)
- Hernán Alonso Acosta (2012-2015)
- Mauricio Neisa Alvarado (2015-2019)
- Flavio Hernan Largo Duran (2019-2023)
- Hernan Alonso Acosta Medina (2024-2027)

## Cultura
Durante la alcaldía de José Pineda, Sora fue incluida en el “Plan Nacional de Lectura y Bibliotecas”, un programa organizado por el gobierno colombiano para fomentar dichos equipamientos culturales. Como resultado de la financiación de este plan está programado el establecimiento en Sora de la Biblioteca Municipal Licenciado Luis Henríquez.

## Economía

### Clasificación agrológica
A continuación se expone una clasificación agrológica del uso actual del suelo en el municipio de Sora, la cual se divide para mayor comprensión en los siete siguientes apartados.
- Cultivos semipermanentes o permanentes: Frutales (fresa, mora, curuba) manzana, pera, durazno.

- Pastos: Pastos manejados, Pastos naturales, pastos con rastrojo y/o enmalezados

- Bosques: Bosque Natural, Bosque secundario, bosque plantado.

- Vegetación natural arbustiva: Rastrojo, vegetación de páramo, vegetación xerofítica,

- Explotaciones agropecuarias: Invernaderos, galpones, estanques piscícolas.

- Áreas sin uso agropecuario o forestal: Tierras eriales, afloramientos rocosos, zonas urbanas e infraestructura.

- Cultivos semestrales o anuales: Papa, maíz, cebada, arveja, trigo, fríjol, avena, hortalizas, cebolla cabezona.

## Vías de comunicación
El municipio de Sora cuenta con una malla vial formada por una retícula de 8 carreteras y 4 calles en su casco urbano con su respectiva nomenclatura. Además, posee una red vial primaria, la cual comunica directamente con la carretera central de occidente. La red vial de Sora está clasificada de acuerdo a la importancia de cada vía con respecto a la utilización y grado de importancia que presta a la comunidad, teniéndose vías nacionales, vías intermunicipales, vías interveredales secundarias y caminos de herradura. El mantenimiento y reglamentación de todos ellos se encuentran bajo la jurisdicción del ente territorial responsable y, en razón de lo anterior, las dos primeras al INVIAS y al Departamento respectivamente, en tanto que las demás corresponden al gobierno municipal. Las vías en recebo se encuentran localizadas a las afueras del casco urbano complementando insuficientemente la retícula vial que conforma el casco urbano de Sora.

## Geografía

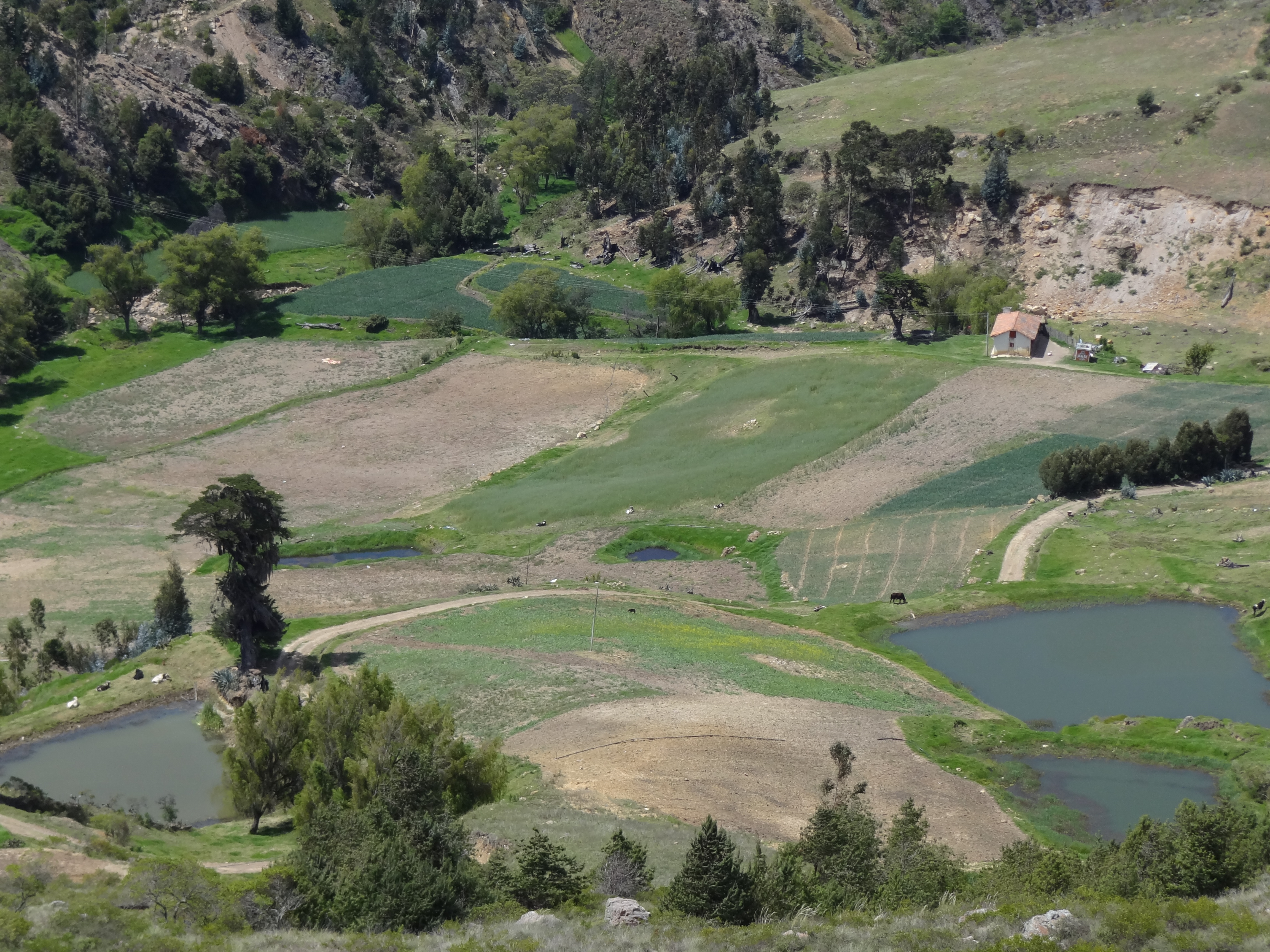
Sector rural de Sora.

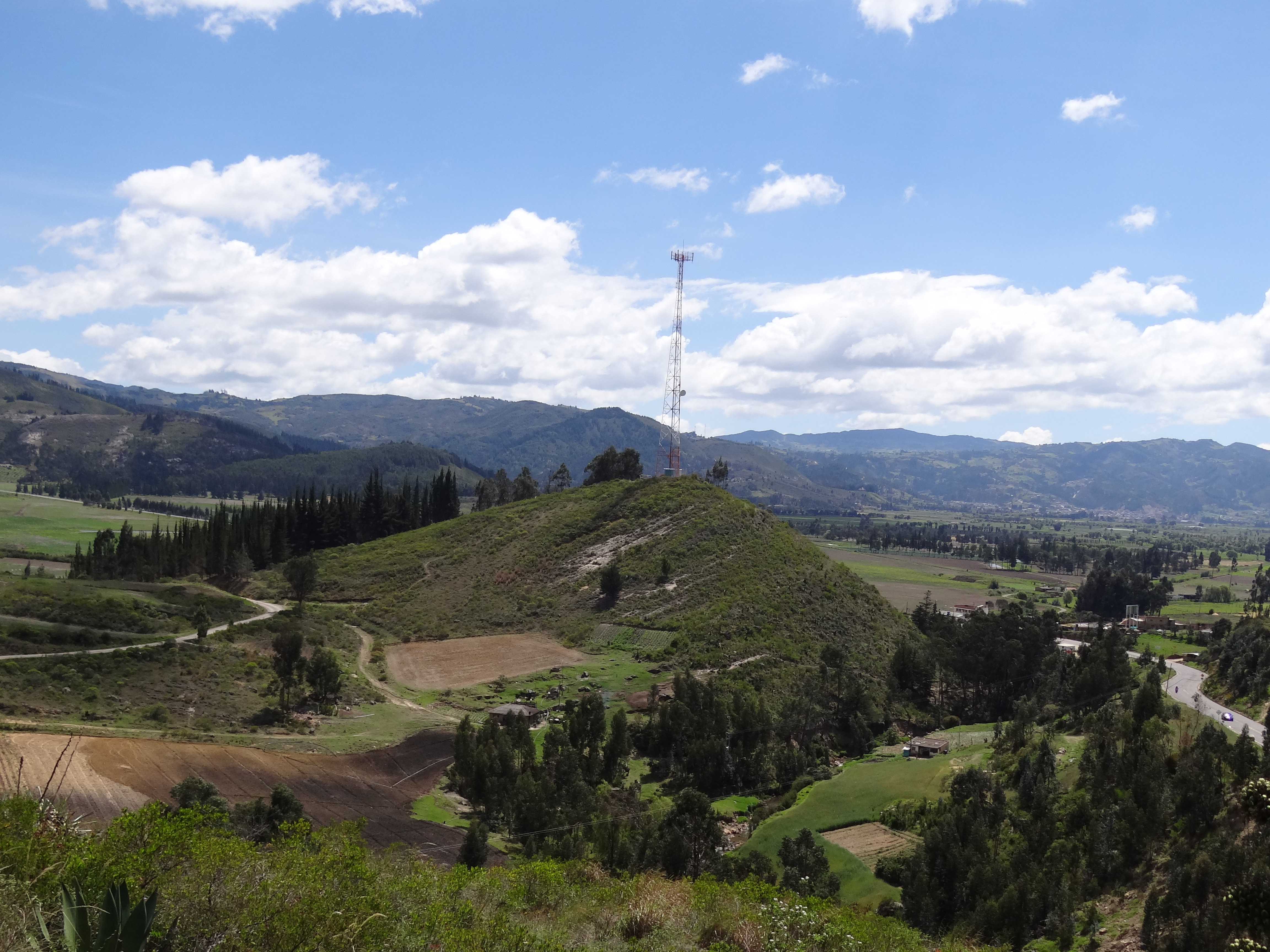
Sitio de "El Desaguadero", donde confluyen las fronteras de los municipios de Samacá, Cucaita y Sora.

Sora se encuentra dentro del departamento de Boyacá y 159 km al norte de Bogotá, limitando al norte con los municipios de Motavita y Chíquiza; por el sur, con Cucaita y Samacá; por el este, con Motavita y Tunja; y por el oeste con Sáchica y Chíquiza. Cuenta con un área total de 47 km² y su temperatura media oscila entre 10 y 14 °C. Las precipitaciones son abundantes y regulares, con un promedio mensual de entre 600 y 1000 mm. A su vez, la altitud media del municipio es de 2650 m.
El municipio posee una topografía quebrada por encontrarse en una zona plenamente montañosa. En consecuencia, la población se concentra fundamentalmente al pie de las colinas "Cuesta en medio", "El Gavilán", "El Salitre", "Pita y Chone" y "Casablanca", que forman una especie de herradura con abertura hacia el sur. En el sector meridional se extiende un valle de topografía plana que enlaza con los mayores valles de Samacá y Cucaita.
Para efectos de estudio de los diferentes factores climáticos, se ve la necesidad de tomar en cuenta dos zonas específicas de influencia y gran representatividad dentro del municipio, la cuenca alta del Río Suárez y la Cuenca alta del Río Chicamocha. Este análisis se realizó recurriendo a estimaciones indirectas de las condiciones y características climáticas, con información de las estaciones climatológica del IDEAM más cercanas, Villa de Leyva, Samacá, Tunja, esto debido a que el municipio no cuenta con estación dentro del área de estudio.

### Ecología
De acuerdo a los datos de las estaciones se presenta un régimen bimodal de lluvias en el municipio de Sora, es decir con dos periodos de lluvia y dos de sequía, el primer periodo lluvioso se presenta en los meses de abril y mayo, para la mayoría del municipio, el segundo periodo de lluvias entre los meses de octubre y noviembre, con máximos en el mes de octubre, teniéndose en total una precipitación efectiva anual de 799.7 mm. Los periodos secos se presentan entre los meses de enero y febrero, y en el segundo semestre entre junio y septiembre. En estos periodos ocurre un promedio de lluvias mensuales menores a 5 mm, llegando hasta 0.5 mm de promedio mensual en el mes de enero. La temperatura promedio es uniforme durante todo el año, con oscilaciones de hasta 5 °C entre los meses más fríos y los más calurosos. En contraste, las oscilaciones de la temperatura en el día son importantes, llegando a registrarse variaciones del orden de 30 °C, con temperaturas máximas de 27 °C en las horas del mediodía y mínimas de hasta –3 °C en la madrugada. Las heladas se presentan con mayor intensidad en las zonas altas (sobre los 3200 m), como Chuscal, Salitre y Chone. Los valores anuales de evaporación en Sora presentan una oscilación entre los 1200 mm (cuenca alta del río Suárez) y 1400 mm (estación de Villa de Leyva).
El comportamiento de la velocidad del viento señala que los meses en los que este se presenta con mayor fuerza son julio, agosto y septiembre, debido a la llegada de los vientos alisios del sureste, mermados por la existencia de los cerros, altos y páramos de la cordillera oriental. Durante los meses de diciembre y enero no hay mayor influencia de los vientos debido al tiempo anticiclónico de finales de año. Por la escasa información existente sobre este fenómeno, se estableció una mayor predominancia de vientos con direcciones noreste y suroeste. En la estación de Villa Carmen, localizada en la parte baja del río Chicamocha, se registran valores promedio de 3.9 m/s, con máximos de 8.5 m/s. Al igual que la mayoría de los fenómenos meteorológicos que afectan la cuenca, el comportamiento de los vientos es bimodal, con dos períodos de máximas y dos de mínimas. 
La radiación solar presenta una relación inversa con los valores de precipitación: los promedios mensuales más bajos de radiación coinciden con los valores máximos de precipitación y viceversa, lo cual indica una distribución bimodal durante el año. El brillo solar se encuentra, al igual que la radiación solar, en relación inversa con la precipitación a lo largo del año, presentándose dos épocas de máximas (enero-julio) y dos épocas de mínimas.
La evapotranspiración potencial (cantidad máxima de agua capaz de ser transpirada por una capa continua de vegetación) oscila entre los 900 mm y los 1295 mm en la cuenca del río Suárez, fluctuando a su vez entre los 800 y los 1100 mm en la cuenca alta del río Chicamocha. La gran mayoría de la red hídrica del municipio está constituida por drenajes que se mantienen en épocas de precipitaciones, los cuales arrastran gran parte de los suelos desprovistos de cobertura vegetal, debido al mal uso dado por los pobladores mediante prácticas agrícolas y pecuarias inadecuadas, que son origen de la erosión hídrica. En el centro o cabecera municipal, la fuente de abastecimiento de agua proviene de pequeñas quebradas que se ubican cerca del casco urbano y que son captadas y conducidas por gravedad hasta la planta de tratamiento. Complementa el caudal necesario para el consumo doméstico un pozo profundo de 180 m de profundidad y de dos pulgadas de diámetro que produce un caudal aproximado de 1.2 LPS (bombeo), localizado a 600 metros de la planta de tratamiento.

### Hidrogeología
Sora se encuentra conformada geológicamente por rocas que tienen una importancia hídrica entre regular y buena. De hecho, de acuerdo con los sondeos que se han realizado en veredas de Salitre, Pita y Chone y el Llano, podría encontrarse un potencial acuífero a una profundidad promedio de 120 metros, pudiéndose realizar trabajos de exploración. En general, la fuente principal de recarga de los acuíferos de las rocas sedimentarias está constituida por la precipitación y el agua subterránea. En el municipio se encuentran zonas de recarga al noroeste de la quebrada, en el área fronteriza con Chíquiza. 
La evolución a que ha sido sometido el paisaje y el tectonismo que ha presentado la Cordillera Oriental nos permiten clasificar geomorfológicamente Sora en tres grandes zonas:
- Zona 1. Presenta laderas denoducionales empinadas, constituidas por rocas que presentan la mayor resistencia a los esfuerzos; litológicamente se encuentran rocas como porcelanita, chert y arenisca; a esta pertenecen las formaciones Plaeners, Labor y Tierna.
- Zona 2. Constituida por laderas denoducionales empinadas, se caracteriza por presentar rocas de constitución predominantemente plástica, lo que permite la fácil acción de los agentes erosivos y de desgaste de las rocas. Se encuentran rocas de la formación Conejo, Churuvita y San Gil.
- Zona 3. Conformada por depósitos de fragmentos líticos en una matriz areno-arcillosa.

### Fallas geográficas
El municipio de Sora se encuentra afectado por fallas de carácter regional y local. Fallas menores, de carácter local en su mayoría son transversales a su directriz tectónica y presentan pequeños desplazamientos, acompañados de fracturas e incremento en rumbo y buzamiento. 
Una primera fase en la estructura tectónica está localizada en la hondonada de Porto Belo y la parte media de la quebrada Soacha, con una área de 44 hectáreas. Una segunda fase se encuentra en la parte media de las laderas de quebrada Honda y Casa Blanca, en la parte occidental del municipio y algunos sectores de la parte suroriental con una área general de 513 hectáreas. Una tercera fase se sitúa en la parte norte de la vereda Quebrada Honda en la loma denominada el Volador, cuyos límites alcanzan el municipio de Chíquiza puesto que dispone de un área total de 480 hectáreas. Esta última presenta contenido en carbón orgánico y aluminio tóxico, con la consiguiente fertilidad baja, piedra superficial, falta de agua cárcavas amplias y profundas y altas concentraciones de sales. También destaca en ella la presencia de ganadería (fundamentalmente ovejas), bosques y rastrojo.

## Servicios públicos
- Energía Eléctrica: Empresa de Energía de Boyacá (EBSA), es la empresa prestadora del servicio de energía eléctrica.
- Gas Natural: Vanti es la empresa distribuidora y comercializadora de gas natural en el municipio.